# Litewskie Centralne Archiwum Państwowe
Litewskie Centralne Archiwum Państwowe – największe państwowe archiwum Litwy. Jego zadaniem jest gromadzenie, przechowywanie, zabezpieczanie i udostępniania materiałów archiwalnych – papierowych oraz audiowizualnych. Powstało w roku 2002 z połączenia Litewskiego Archiwum Państwowego oraz Litewskiego Archiwum Obrazu i Dźwięku. Jego siedziba znajduje się w Wilnie, w dwóch budynkach, znajdujących się obok siebie.

## Zasób
W części archiwum będącej wcześniej Litewskim Archiwum Państwowym przechowywane są:	
- dokumenty z okresu 1918-1940
- dokumenty z czasów, gdy Wileńszczyzna należała do Polski w latach 1919-1939
- dokumenty odnoszące się do okupacji hitlerowskiej 1941-1944
- dokumenty z okresu okupacji sowieckiej 1940-1941 i 1944-1990

Materiały te zajmują 33 000 metrów bieżących półek.
W części należącej wcześniej do Litewskiego Archiwum Obrazu i Dźwięku przechowuje się:
- około 390 000 jednostek dokumentacji fotograficznej
- około 20 000 jednostek dokumentacji dźwiękowej
- około 3000 jednostek dokumentacji wideo
- około 9000 jednostek dokumentacji filmowej

Przesłuchanie wszystkich nagrań dźwiękowych i wideo zajęłoby około dwa lata.

## Digitalizacja
Materiały do digitalizacji wybierane są na podstawie ich stanu zachowania oraz częstotliwości użytkowania. W pierwszej kolejności digitalizowane są archiwalia zagrożone zniszczeniem oraz najczęściej używane. Cyfryzacji poddawane są wszystkie rodzaje dokumentacji. Dokumenty papierowe są skanowane, natomiast materiały dźwiękowe oraz video są przegrywane na nowe nośniki. Ma to na celu przedłużenie żywotności tych materiałów, oraz ułatwienie dostępu. Dokumentacja filmowa udostępniana jest na portalach internetowych e-kinas.lt oraz europeanfilmgateway.eu. Niektóre zdigitalizowane materiały dostępne są w formie wirtualnej wystawy na stronie archyvai.lt